# Amblyomma

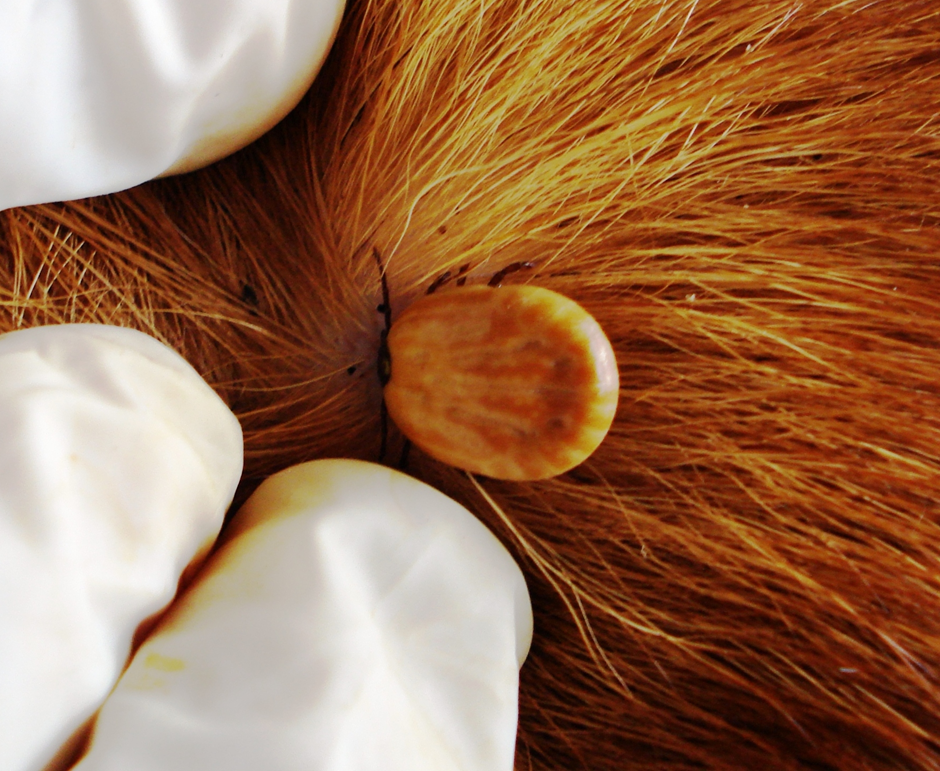
Amblyomma ovale auf einem Hund

Amblyomma ist eine Gattung der Schildzecken (Ixodidae). Sie ist  weltweit verbreitet, die meisten Arten kommen in der Neuen Welt vor.
Einige Arten können als Vektor Infektionskrankheiten übertragen, darunter das Rocky-Mountains-Fleckfieber auf Menschen und die Tularämie, die Anaplasmose sowie die Herzwasserkrankheit auf Tiere.

## Merkmale
Die Mundteile sind deutlich länger als der körpernahe Abschnitt des Gnathosoma (der Basis capituli), sodass Stiche der Amblyomma-Arten schmerzhafter sein können als die anderer Zecken. Die Gattung ist mit Augen ausgestattet. Auf dem Chitinschild finden sich Ornamente. Zusätzliche Schilde am Anus hat diese Gattung nicht.
Die Zecken können sehr groß werden. Die Weibchen von Amblyomma tuberculatum erreichen bis zu 25 Millimeter. Sie sind damit die größten Zecken des nordamerikanischen Kontinents. Die Art Amblyomma varium, die in Südamerika lebt und an Faultieren saugt, kann noch größer werden.

## Verbreitung
Von dieser Gattung sind zahlreiche Arten bekannt. Sie finden sich in warmen Gegenden nördlich und südlich des Äquators auf allen Kontinenten. Sie können auf der Nordhalbkugel bis zum 40. Breitengrad vorkommen, auf der Südhalbkugel erreichen sie 50 Grad südlicher Breite. Sie kommen innerhalb dieses Verbreitungsgebietes auch auf vom Festland weit entfernten Inseln wie den Galápagos-Inseln und den Antillen vor. Viele endemische Formen sind hier beheimatet.

## Lebensweise
Die Zecken parasitieren nicht nur auf Säugetieren, sondern können auch Amphibien und Reptilien befallen. Amblyomma dissimile befällt Leguane und Amblyomma tuberculatum wird auf Schildkröten gefunden.

## Systematik
Die Gattung Amblyomma ist die drittgrößte innerhalb der Familie der Schildzecken. Die Artenliste basiert auf Kolonin (2009).
- Amblyomma albolimbatum Neumann, 1907
- Amblyomma albopictum Neumann, 1899
- Amblyomma americanum (Linnaeus, 1758)
- Amblyomma antillorum Kohls, 1969
- Amblyomma argentinae Neumann, 1904
- Amblyomma astrion Dönitz, 1909
- Amblyomma aureolatum (Pallas, 1772)
- Amblyomma auricularium (Conil, 1878)
- Amblyomma australiense Neumann, 1905
- Amblyomma babirussae Schulze, 1933
- Amblyomma boulengeri Hirst & Hirst, 1910
- Amblyomma brasiliense Aragão, 1908
- Amblyomma cajennense (Fabricius, 1787)
- Amblyomma calabyi Roberts, 1953
- Amblyomma calcaratum Naumann, 1899
- Amblyomma chabaudi Rageau, 1964
- Amblyomma clypeolatum Neumann, 1899
- Amblyomma coelebs Neumann, 1899
- Amblyomma cohaerens Dönitz, 1909
- Amblyomma compressum (Macalister, 1872)
- Amblyomma cordiferum Neumann, 1899
- Amblyomma crassum Robinson, 1926
- Amblyomma crenatum Neumann, 1899
- Amblyomma cruciferum Neumann, 1901
- Amblyomma cyprium Neumann, 1899
- Amblyomma darwini Hirst & Hirst, 1910
- Amblyomma dissimile C. L. Koch, 1844
- Amblyomma dubitatum Neumann, 1899
- Amblyomma eburneum Gerstaecker, 1873
- Amblyomma falsomarmoreum Tonelli-Rondelli, 1935
- Amblyomma fulvum Neumann, 1899
- Amblyomma fuscum Neumann, 1907
- Amblyomma geayi Neumann, 1899
- Amblyomma gemma Dönitz, 1909
- Amblyomma geochelone Durden, Keirans & Smith, 2002
- Amblyomma geoemydae (Cantor, 1847)
- Amblyomma glauerti Keirans, King, Sharrad, 1994
- Amblyomma goeldii Neumann, 1899
- Amblyomma hebraeum C. L. Koch, 1844
- Amblyomma helvolum C. L. Koch, 1844
- Amblyomma hirtum Neumann, 1906
- Amblyomma humerale C. L. Koch, 1844
- Amblyomma imitator Kohls, 1958
- Amblyomma incisum Neumann, 1906
- Amblyomma inornatum (Banks, 1909)
- Amblyomma integrum Karsh, 1879
- Amblyomma javanense (Supino, 1897)
- Amblyomma latepunctatum Tonelli-Rondelli, 1939
- Amblyomma lepidum Dönitz, 1909
- Amblyomma limbatum Neumann, 1899
- Amblyomma loculosum Neumann, 1907
- Amblyomma longirostre (C. L. Koch, 1844)
- Amblyomma macfarlandi Keirans, Hoogstraal & Clifford, 1973
- Amblyomma macropi Roberts, 1953
- Amblyomma maculatum C. L. Koch, 1844
- Amblyomma marmoreum C. L. Koch, 1844
- Amblyomma moreliae C. L. Koch, 1867
- Amblyomma moyi Roberts, 1953
- Amblyomma multipunctum Neumann, 1899
- Amblyomma naponense (Packard, 1869)
- Amblyomma neumanni Ribaga, 1902
- Amblyomma nitidum Hirst & Hirst, 1910
- Amblyomma nodosum Neumann, 1899
- Amblyomma nuttalli Dönitz, 1909
- Amblyomma oblongoguttatum C. L. Koch, 1844
- Amblyomma ovale C. L. Koch, 1844
- Amblyomma pacae Aragão, 1911
- Amblyomma papuanum Hirst, 1914
- Amblyomma parvitarsum Neumann, 1901
- Amblyomma parvum Aragão, 1908
- Amblyomma paulopunctatum Neumann, 1899
- Amblyomma pecarium Dunn, 1933
- Amblyomma personatum Neumann, 1901
- Amblyomma pictum Neumann, 1906
- Amblyomma pilosum Neumann, 1899
- Amblyomma pomposum Dönitz, 1909
- Amblyomma postoculatum Neumann, 1899
- Amblyomma pseudoconcolor Aragão, 1908
- Amblyomma pseudoparvum (Guglielmone, Mangold & Keirans, 1990)
- Amblyomma quadricavum (Schulze, 1941)
- Amblyomma rhinocerotis (De Geer, 1778)
- Amblyomma robinsoni Warburton, 1927
- Amblyomma romitii Tonelli-Rondelli, 1939
- Amblyomma rotundatum C. L. Koch, 1844
- Amblyomma sabanerae Stoll, 1894
- Amblyomma scalpturatum Neumann, 1906
- Amblyomma scutatum Neumann, 1899
- Amblyomma sparsum Neumann, 1899
- Amblyomma splendidum Giebel, 1899
- Amblyomma squamosum Kohls, 1953
- Amblyomma supinoi Neumann, 1905
- Amblyomma sylvaticum (De Geer, 1778)
- Amblyomma tapirellum Dunn, 1933
- Amblyomma testudinarium C. L. Koch, 1844
- Amblyomma tholloni Neumann, 1899
- Amblyomma tigrinum C. L. Koch, 1844
- Amblyomma torrei Vigueras, 1934
- Amblyomma triguttatum C. L. Koch, 1844
- Amblyomma triste C. L. Koch, 1844
- Amblyomma tuberculatum Marx, 1894
- Amblyomma usingeri Keirans, Hoogstraal & Clifford, 1973
- Amblyomma variegatum (Fabricius, 1794)
- Amblyomma varium C. L. Koch, 1844
- Amblyomma vikirri Keirans, Bull and Duffield, 1996
- Amblyomma williamsi Banks, 1924